# Вырыпаевское сельское поселение
Вырыпаевское се́льское поселе́ние — упразднённое муниципальное образование в Ромодановском районе Мордовии Российской Федерации.
Административный центр — село Вырыпаево.

## История
Статус и границы сельского поселения установлены Законом Республики Мордовия от 1 декабря 2004 года № 99-З «Об установлении границ муниципальных образований Ромодановского муниципального района, Ромодановского муниципального района и наделении их статусом сельского поселения и муниципального района».
Законом от 17 мая 2018 года N 46-З Вырыпаевское сельское поселение и сельсовет были упразднены, а входившие в их состав населённые пункты были включены в состав Липкинского сельского поселения и сельсовета с административным центром в посёлке Липки.

## Население
| 2002 | 2010 | 2012 | 2013 | 2014 | 2015 | 2016 |
| ---- | ---- | ---- | ---- | ---- | ---- | ---- |
| 257  | ↘229 | ↘227 | ↘224 | ↗225 | ↘220 | ↘215 |
| 2017 | 2018 |      |      |      |      |      |
| ↗220 | ↘213 |      |      |      |      |      |

## Состав сельского поселения
| № | Населённый пункт   | Тип населённого пункта | Население |
| - | ------------------ | ---------------------- | --------- |
| 1 | Вырыпаево          | село                   | ↘218      |
| 2 | Новотроицкая Горка | деревня                | ↗11       |